# 吳錦泉 (足球運動員)
吳錦泉（英語：Ng Kam-Chuen，1901年2月—1966年5月10日），已故香港足球運動員，活躍於1920年代至戰前，司職中堅。

## 簡歷
吳錦泉畢業於皇仁書院，出道於南華會。1923年休季期間，曾隨南華遠征澳洲。1926年，南華會發生聯愛團事件，吳錦泉與其他大部份隊友離隊，改投新成立的中華隊，成為球會在1927年至1929年三奪香港甲組聯賽冠軍的功臣之一。
戰後，已退出球壇的吳錦泉在旅遊界發展，是大東旅遊企業公司經理。在體育界，吳錦泉亦有協助推動香港網球運動發展，兒子吳文祥是香港網球運動員。1966年，吳錦泉病逝，享年65歲，喪禮獲何世禮將軍到臨致祭。

## 國際賽生涯
1923年，吳錦泉代表中國隊（以南華會球員為主）赴日本大阪出戰遠東運動會，分別對日本和菲律賓的兩場比賽中正選上陣，最終中國隊順利奪得冠軍。1925年和1927年的遠東運，吳錦泉亦有參與。1928年，代表香港隊出戰對新加坡的埠際賽。